# SES-3
SES-3 (vormals auch AMC Ground Spare) ist ein kommerzieller Kommunikationssatellit der Firma SES World Skies.

## Mission
Er wurde am 15. Juli 2011 mit einer Proton-M-Trägerrakete vom Startplatz 200/39 in Baikonur (zusammen mit KazSat 2) durch International Launch Services (ILS) in eine geostationäre Umlaufbahn gebracht.

## Nutzlast
Der dreiachsenstabilisierte Satellit ist mit 24 Ku-Band- und 24 C-Band-Transpondern sowie zwei 2,3 m großen Antennen ausgerüstet und soll von der Position 103° West aus die USA mit verschiedenen Video-, Sprach- und Datendiensten versorgen. Dort wird SES 3 ab Mitte 2012 Nachfolger des seit dem 8. September 1996 im All befindlichen AMC 1. Er wurde auf Basis des STAR-2.4E Satellitenbus von der Orbital Sciences Corporation (OSC) gebaut und besitzt eine geplante Lebensdauer von 15 Jahren. Er ist der dritte Satellit einer neuen Serie von Raumfahrzeugen, den der Hersteller aus Dulles im US-amerikanischen Bundesstaat Virginia für SES baute, der 29. Satellit der Flotte von SES World Skies insgesamt und der 40. Satellit für den Mutterkonzern SES. Die Energieversorgung übernehmen zwei Solarzellenausleger, die zusammen rund 5 kW elektrische Leistung generieren können. Im Aufbau entspricht der Satellit den Vorgängern SES-1 und SES-2, wobei SES-2 noch mit einer Commercially Hosted InfraRed Payload (CHIRP) genannten Nutzlast der U.S. Air Force ausgerüstet ist.